# Mario Čunko
Mario Čunko (* 13. November 1990 in Zagreb, Kroatien) ist ein kroatischer Eishockeyspieler, der seit 2011 beim KHL Mladost Zagreb in der Slohokej Liga unter Vertrag steht.

## Karriere
Mario Čunko begann seine Karriere als Eishockeyspieler in der Nachwuchsabteilung des KHL Mladost Zagreb, für dessen Profimannschaft er zunächst von 2006 bis 2008 in der kroatischen Eishockeyliga und anschließend in der Saison 2008/09 in der slowenischen Eishockeyliga aktiv war. Mit Mladost Zagreb wurde er dabei 2008 kroatischer Meister. Zur Saison 2009/10 wechselte der Angreifer innerhalb Zagrebs zum KHL Medveščak Zagreb, für den er zunächst in der Slohokej Liga auflief, in der er in insgesamt 25 Spielen zwei Tore erzielte. Zudem nahm er mit Medveščak an der kroatischen Eishockeyliga teil und wurde zum zweiten Mal in seiner Laufbahn kroatischer Meister.   
In der Saison 2010/11 spielte Čunko parallel für den KHL Medveščak Zagreb in der Erste Bank Eishockey Liga sowie für dessen neuen Kooperationspartner, das Team Zagreb, in der Slohokej Liga. Zudem gewann er mit seiner Mannschaft erneut den kroatischen Meistertitel. Zur Saison 2011/12 kehrte er zum KHL Mladost Zagreb zurück, nachdem dieser wieder den Spielbetrieb in der Slohokej Liga aufnahm.      

### International
Für Kroatien nahm Čunko im Juniorenbereich an der U18-Junioren-C-Weltmeisterschaft 2008, den U20-Junioren-C-Weltmeisterschaften 2008 und 2009 sowie der U20-Junioren-B-Weltmeisterschaft 2010 teil. Im Seniorenbereich stand er erstmals im Aufgebot seines Landes bei der C-Weltmeisterschaft 2011.

## Erfolge und Auszeichnungen
- 2008 Kroatischer Meister mit dem KHL Mladost Zagreb
- 2010 Kroatischer Meister mit dem KHL Medveščak Zagreb
- 2011 Kroatischer Meister mit dem KHL Medveščak Zagreb

### International
- 2009 Aufstieg in die Division I bei der U20-Junioren-Weltmeisterschaft der Division II

## Statistik
(Stand: Ende der Saison 2010/11)